# Cattedrale di Sant'Ignazio (Vilnius)
La cattedrale di Sant'Ignazio (in lituano Šv. Ignoto katedra) è cattedrale dell'ordinariato militare in Lituania, si trova a Vilnius, in Lituania.

## Storia
I primi gesuiti arrivarono in Vilnius nel 1602, aprono un collegio nella città ed iniziarono la costruzione della chiesa di Sant'Ignazio nel 1622 in stile barocco. La chiesa fu consacrata da monsignor Lubartowicz Sanguszko nel 1647. L'incendio del 1748 che devastò Vilnius segnò profondamente il centro storico della città e numerosi edifici storici, tra cui la chiesa di Sant'Ignazio, dovettero essere ricostruiti o subire pesanti opere di restauro in stile tardo barocco.
Con lo scioglimento della Compagnia di Gesù nel 1773, la chiesa fu affidata agli scolopi, mentre il collegio fu trasformato in caserma nel 1798 e la chiesa assunse il ruolo di chiesa della guarnigione.
Nel 1925 la chiesa divenne luogo di culto per la guarnigione polacca e l'interno fu rinnovato con nuovi affreschi, al posto delle antiche decorazioni da tempo andate perdute.
La chiesa è stata chiusa nel 1945, quando Vilnius è stata integrata nella Repubblica Socialista Sovietica Lituana, ed è stata utilizzata come cinema e come sala da concerto per l'Orchestra Filarmonica della città, mentre l'ex collegio divenne una biblioteca tecnica.
La chiesa, restituita all'arcidiocesi di Vilnius, è stata restaurata nel 2002 e nel 2003 e non conserva più nessuna decorazione del suo prestigioso passato.
Il 23 novembre del 2004 la chiesa è stata elevata a cattedrale per l'ordinariato militare in Lituania.